# 祁英涛
祁英涛（1924年—1988年），男，直隶（今河北）易县人，中国古建筑专家，高级工程师，曾任中国文物保护技术协会常务理事。